# Abandon de famille
Ne doit pas être confondu avec Abandon de domicile.
En droit français, l'abandon de famille est un délit défini comme le refus d'un ancien conjoint de payer la pension alimentaire nécessaire à la contribution financière de la vie de famille de ses enfants. Seul le tribunal correctionnel est compétent pour juger ce délit.
Selon l'article 227-3 du code pénal, modifié par la loi du 24 décembre 2019 : 

« Le fait, pour une personne, de ne pas exécuter une décision judiciaire ou l'un des titres mentionnés aux 2° à 5° du I de l'article 373-2-2 du code civil lui imposant de verser au profit d'un enfant mineur, d'un descendant, d'un ascendant ou du conjoint une pension, une contribution, des subsides ou des prestations de toute nature dues en raison de l'une des obligations familiales prévues par le code civil, en demeurant plus de deux mois sans s'acquitter intégralement de cette obligation, est puni de deux ans d'emprisonnement et de 15 000 euros d'amende. »

## Peines encourues

### Peines principales
- Une peine d’emprisonnement pouvant aller jusqu’à deux ans et une amende pouvant porter jusqu’à 15 000 euros.
- En pratique, si le débiteur condamné n’est pas en état de récidive, il n’encourt qu’une peine avec sursis. En revanche, si le débiteur condamné est un récidiviste, le sursis tombera en plus de la peine encourue pour la récidive.

Si le débiteur condamné ne tient pas à ses obligations pendant 6 mois, il perd automatiquement son autorité parentale. À l’inverse, si le débiteur condamné assume ses obligations pendant 6 mois, il récupère de plein droit son autorité parentale
Le débiteur condamné est interdit des droits civiques et de famille. Il a également interdiction de quitter le territoire du lieu de sa résidence. Il ne peut plus exercer d’activité professionnelle ou bénévole en lien avec des mineurs.
Le délai de prescription à la suite d’un abandon de famille caractérisé est de 6 ans depuis la loi du 27 février 2017.

### Peines complémentaires
- Le débiteur condamné perd automatiquement son autorité parentale s’il ne tient pas à ses obligations pendant 6 mois. En revanche, le débiteur condamné récupère de plein droit son autorité parentale s’il tient à ses obligations pendant 6 mois.
- Le débiteur condamné est frappé des droits civiques et de famille.
- Il a également interdiction de quitter le territoire du lieu de sa résidence.
- Il ne peut plus exercer d’activité professionnelle ou bénévole en lien avec des mineurs.
- Son permis de conduire peut être suspendu ou annulé.

Le délai de prescription à la suite d’un abandon de famille caractérisé est de 6 ans depuis la loi du 27 février 2017.
Si le débiteur condamné n’est pas un récidiviste, il ne pourra être condamné qu’à une peine avec sursis. Mais en cas de récidive, la peine se transformera en peine de prison ferme.
La Cour de cassation devient de plus en exigeante quant à la motivation des peines correctionnelles. Dans un arrêt en date du premier février 2017 la Chambre criminelle de la Cour de cassation impose une motivation de toutes les peines correctionnelles en tenant compte des critères mentionnés à l'article 132-1 du Code Pénal : la gravité des faits, la personnalité de son auteur, sa situation personnelle. La Cour de cassation applique ici un principe du droit pénal de la famille et précise que les juges doivent examiner les trois critères de façon cumulative et non, ils ne peuvent se référer qu'à un seul d'entre eux. Avant cette jurisprudence de 2017 les juges du fond étaient seulement tenus de motiver les peines d'emprisonnement ferme et faisaient preuve de plus de souplesse pour les autres sanctions.

## Recours en justice

### Première étape
Il convient premièrement de s'assurer d'être capable de porter plainte pour abandon de famille.
Pour ce faire, il faut vérifier que la situation correspond aux critères suivants : 
- Il faut que le versement d'une contribution ou l'exécution d'une prestation ai été prononcé en notre faveur de façon totalement définitive. Si une décision de justice est définitive et qu'elle est dûment signifiée et homologuée alors le débiteur est y est tenu, à défaut celui-ci peut être poursuivi pour abandon de famille.
- Il faut aussi que le débiteur de la prestation ou de la contribution normalement prévu ne s'en acquitte pas totalement ou seulement partiellement durant plus de 2 mois. Dans ce cas, il risque jusqu'à 2 ans de prison et une amende 15 000 euros.
- Il n'est pas obligatoire, mais il est préférable de porter plaine : pour porter plainte en gendarmerie ou au commissariat, il faudra vous munir d'une décision de justice homologuée prévoyant le versement d'une pension ou l'exécution de la prestation en votre faveur et prendre rendez-vous à la gendarmerie ou au commissariat de police le plus proche de votre domicile ;

### Deuxième étape
Pour que le procureur de la République ait connaissance de votre abandon de famille, il faudra lui adresser un courrier. Cette lettre de plainte doit être rattachée au TGI situé le plus près de notre domicile et doit comporter les mentions suivantes : 
- nom + prénom ;
- coordonnées complètes ;
- motif de votre plainte comportant le récit des faits, les lieux et la date de l’infraction ;
- montant des pensions non payées ;
- nom + prénom + l’adresse précise de la personne contre laquelle vous dirigez votre plainte.

Accompagné des documents suivants :
- copie de la décision/convention de justice homologuée contraignant le débiteur à verser une pension
- Copie des mises en demeure préalablement envoyées pour tenter d’obtenir une résolution amiable du différend avant de saisir la justice. Il est conseillé d'envoyer votre courrier en recommandé avec accusé de réception, ce qui permettra de constituer une preuve.

### Troisième étape
Il faudra que vous attendiez la décision du procureur dès lors que vous aurez déposé votre plainte avec constitution de partie civile ou que vous aurez envoyé votre courrier. Le procureur possède différentes options : 
S'il donne une suite à votre affaire, il transmet le dossier à un juge et vous serez convoqué en audience.
Soit il saisit le tribunal correctionnel et le débiteur sera convoqué à une audience.
S'il ne donne pas de suite à votre affaire, vous recevrez un avis de classement sans suite qui sera motivé.
Si vous avez une réponse favorable par courrier de l'avancée de votre affaire, le débiteur sera cité devant le tribunal et un juge sera chargé d'enquêter sur les faits.
Si vous n'avez toujours pas de réponse au bout d'un certain temps, vous pouvez contacter le bureau d'ordre du parquet du TGI compétent et ainsi vous connaîtrez la possibilité ou non de suite de votre dossier.

### Quatrième étape
Si vous ne souhaitez pas porter plainte ou adresser une lettre de plainte devant le procureur de la République, vous pouvez faire citer de façon directe votre débiteur devant le tribunal correctionnel en contactant le greffe du tribunal correctionnel et ainsi vous obtiendrez une date d'audience à laquelle votre débiteur sera convoqué. Si vous choisissez cette option, bon pouvez obtenir une aide juridictionnelle et dans ce cas, avant que le tribunal ne rende sa décision, vous devrez consigner une somme d'argent à titre de garantie auprès du greffe. C'est un huissier qui devra rédiger et délivrer la citation à votre débiteur, donc vous devrez dans un délai d'au moins 10 jours avant la date de l'audience le contacter. Ainsi, il informera le débiteur qu'il va lui être intenté u procès. Il n'est pas obligatoire d'avoir un avocat devant le tribunal correctionnel, mais ca reste vivement conseillé.

### Cinquième et dernière étape
Il est conseillé que vous assistiez à l'audience, avec ou sans avocat. Par contre, il est obligatoire que le débiteur soit présent à l'audience. S'il est reconnu coupable d'abandon de famille, cette infraction sera mentionnée dans son casier judiciaire.

## Le recours aux aides sociales possible
Le délit d’abandon de famille est donc constitué dès lors qu’une somme due à un membre d’une famille n’est pas versée. Si cette obligation n’est pas respectée pendant plus de deux mois, il pourra être sanctionné pour abandon de famille.
Allocation de soutien familial (ASF) de la CAF 
L'allocation de soutien familial est destinée à l'éducation d'un enfant, privé d'un ou de ses deux parents. Elle peut être allouée aux parents seuls avec un ou plusieurs enfants à charge. Elle peut intervenir lorsque l'un des parents ne participe plus à l'aide financière de l'enfant depuis une durée de deux mois consécutifs. Le parent qui ne respecte plus ses obligations ne peut pas compenser la créance due avec une autre somme payée. Cette aide est récupérable jusqu'à un mois avant le vingt-et-unième anniversaire de l'enfant à charge à condition qu'il soit toujours à la charge du parent.
La demande peut se faire via un formulaire disponible sur le site de la CAF.
Son montant est de 115,30 euros par enfant et par mois du 1er avril 2018 au 31 mars 2019. Le montant de l'allocation de soutien familial est fixé tous les ans pur cette période.
Aucune restriction quant à la nationalité n'est posée tant que la personne concernée réside en France régulièrement.
En revanche, son versement est soumis à des conditions, notamment le fait de ne pas vivre en couple et de n'avoir pas de procédure de recouvrement de pension en cours par ailleurs.
Cette aide financière est rétroactive, puisque le montant sera versé à partir du mois suivant soit le divorce, soit le décès ou l'abandon de l'enfant.

## Sources bibliographiques
- Catherine Puigelier, Dictionnaire juridique, éditions Larcier, collection Paradigme, 2015, article « Abandon de famille », page 23.
- Lexique des termes juridiques, Dalloz [détail des éditions], article « Abandon de famille ».
- Vocabulaire juridique, Association Henri-Capitant, PUF, 1996 (5e édition), article « Abandon de famille », page 745.